# II Grupa Lotnicza

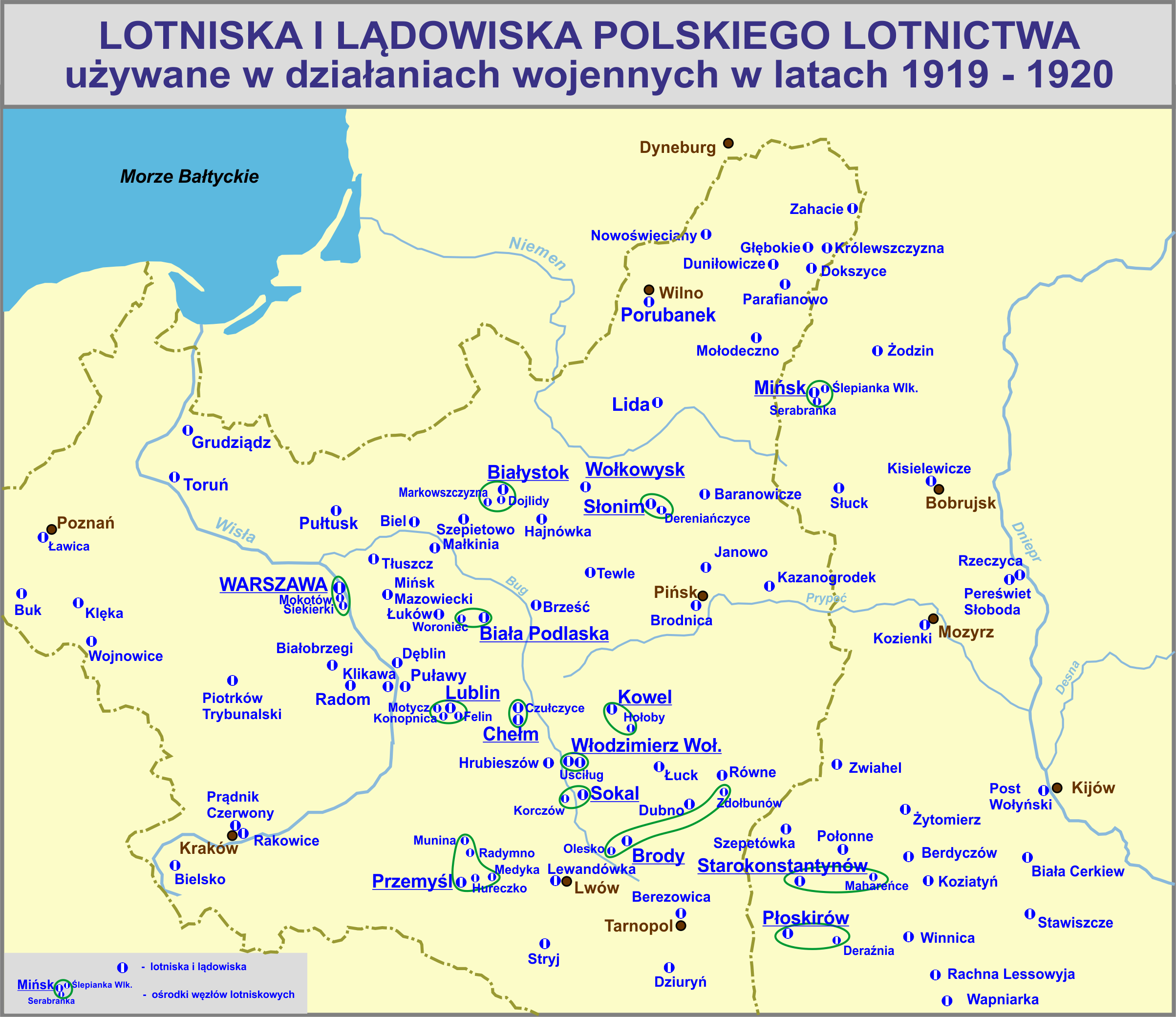

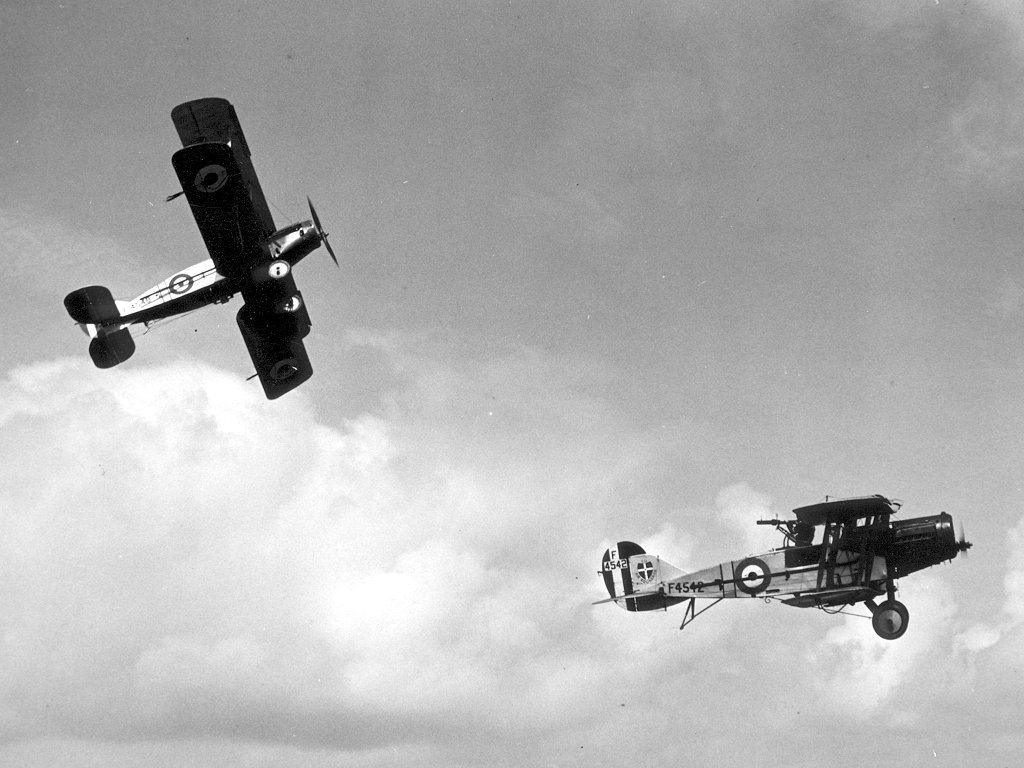
Bristol F.2 Fighter - samoloty 9 eskadry

II Grupa Lotnicza – jednostka lotnictwa wojskowego utworzona na mocy rozkazu z dnia 20 grudnia 1918 roku z siedzibą w Krakowie.

## Formowanie i zmiany organizacyjne
Rozkazem Szefa Sztabu Generalnego nr 66 l.dz. 04159 z 20 grudnia 1918 powołano Dowództwo Wojsk Lotniczych z ppłk. pil. Hipolitem Łossowskim na czele, któremu podporządkowano między innymi Dowództwo II Grupy Lotniczej z m.p. Kraków. Grupa obejmowała zasięgiem  Krakowski Okręg Generalny i posiadała w dyspozycji: II lotniczy batalion uzupełnień, 2 ruchomy park lotniczy, 5 eskadrę lotniczą w Krakowie, 6 eskadrę lotniczą w Przemyślu i 7 eskadrę lotniczą we Lwowie.
Grupa lotnicza była organem dowódczym i organizacyjnym.
W skład dowództwa grupy lotniczej wchodził: dowódca, oficer sztabu, adiutant, referent do spraw technicznych oraz 9 podoficerów lub pracowników cywilnych.
Rozkazem MSWojsk. z 6 września 1919 wprowadzono nowy etat dowództwa grupy. Liczba personelu pomocniczego została w nim znacznie zwiększona.
Dowódcą Grupy został kpt pil. Camillo Perini. W jej skład weszły 5 i 9 eskadra oraz od marca 1919 roku także 1 Wielkopolska eskadra polna. 20 września 1919 roku II Grupa stacjonowała w Łucku na froncie wołyńskim, a w jej skład wchodziły:
- 2 eskadra lotnicza
- 9 eskadra lotnicza
- 581 eskadra Salmsonów

## II dywizjon lotniczy
Reorganizacja lotnictwa bojowego wiosną 1920 przemianowała grupy lotnicze na dywizjony oraz zniosła numerację odrębną eskadr wielkopolskich i francuskich. Wszystkie istniejące w kraju eskadry otrzymały numerację porządkową od 1 do 21 (bez 20). 
W kwietniu 1920 roku grupa przeorganizowana została w II dywizjon lotniczy.
Dywizjon stacjonował wtedy w Zwiahelu, a w jego skład weszły: 2. i 9. eskadry wywiadowcze oraz 7 eskadra myśliwska.
W czerwcu 1920 roku dywizjon składał się z:
- 2 eskadra wywiadowcza
- 9 eskadra wywiadowcza
- 7 eskadra myśliwska
- 14 eskadra wywiadowcza
- 19 eskadra myśliwska

Operował wówczas na froncie ukraińskim wspierając armie 2 i 3. Dowódcą był mjr pil. Camillo Perini.
W sierpniu 1921 roku II Dywizjon Wywiadowczy składający się z 6 eskadry i 14 eskadry wszedł w skład 2 pułku lotniczego w Krakowie.